# Karl Rieger (Politiker)
Karl Rieger (* 1903; † 1983) war ein deutscher Kommunalpolitiker und der letzte Bürgermeister von Haunstetten vor der Eingemeindung nach Augsburg. 

## Leben
Rieger wurde 1955 zum Bürgermeister der damals noch eigenständigen Stadt Haunstetten ernannt. Sein Vorgänger war der seit 1919 amtierende Xaver Widmeier. In der Amtszeit Riegers wurden eine Vielzahl baulicher Maßnahmen verwirklicht. Dazu zählen beispielsweise das Naturfreibad, der Bauhof sowie das Sportstadion. Auch der Bau des Haunstetter Krankenhauses wurde durch Karl Rieger in die Wege geleitet. Die Amtszeit von Rieger endete mit der Eingemeindung von Haunstetten nach Augsburg im Jahre 1972.
Aufgrund seiner Verdienste wurde Rieger mit der goldenen Bürgermedaille ausgezeichnet. 